# Eerste nationale herenhandbal 1999/00
De eerste nationale 1999/00 was het 43e seizoen van de hoogste herendivisie in het Belgische handbal.

## Teams
| Ploeg                 | Plaats         | Provincie       |
| --------------------- | -------------- | --------------- |
| Ajax Lebbeke          | Lebbeke        | Oost-Vlaanderen |
| HC Eynatten           | Eynatten       | Luik            |
| HC Herstal-Liège      | Herstal - Luik | Luik            |
| Initia HC Hasselt     | Hasselt        | Limburg         |
| HBC Izegem            | Izegem         | West-Vlaanderen |
| Sporting Neerpelt     | Neerpelt       | Limburg         |
| OLSE Merksem          | Merksem        | Antwerpen       |
| HVKS                  | Hoboken        | Antwerpen       |
| HC Elckerlyc Tongeren | Tongeren       | Limburg         |
| Union Beynoise        | Beyne-Heusay   | Luik            |

## Reguliere competitie
| Pos | Club              | Wed | W  | G | V  | Ptn | DT  | DV  | +/− | Opmerking                |
| --- | ----------------- | --- | -- | - | -- | --- | --- | --- | --- | ------------------------ |
| 1   | HC Eynatten       | 18  | 14 | 1 | 3  | 29  | 419 | 333 | 86  | Geplaatst voor play-offs |
| 2   | Initia HC Hasselt | 18  | 13 | 1 | 4  | 27  | 430 | 379 | 51  | Geplaatst voor play-offs |
| 3   | Sporting Neerpelt | 18  | 13 | 0 | 5  | 26  | 455 | 397 | 58  | Geplaatst voor play-offs |
| 4   | Ajax Lebbeke      | 18  | 10 | 3 | 5  | 23  | 391 | 348 | 43  | Geplaatst voor play-offs |
| 5   | Union Beynoise    | 18  | 10 | 2 | 6  | 22  | 393 | 366 | 27  | Geplaatst voor play-offs |
| 6   | HCE Tongeren      | 18  | 9  | 1 | 8  | 19  | 407 | 392 | 15  | Geplaatst voor play-offs |
| 7   | OLSE Merksem      | 18  | 6  | 1 | 11 | 13  | 394 | 417 | -23 | Geplaatst voor play-down |
| 8   | HC Herstal-Liège  | 18  | 3  | 3 | 12 | 9   | 325 | 415 | -90 | Geplaatst voor play-down |
| 9   | HVKS              | 18  | 2  | 3 | 13 | 7   | 391 | 466 | -75 | Geplaatst voor play-down |
| 10  | HBC Izegem        | 18  | 2  | 1 | 15 | 5   | 342 | 434 | -92 | Geplaatst voor play-down |

## Nacompetitie

### Play-down
| Pos | Club             | Wed | W | G | V | Ptn | DT  | DV  | +/− | BP | Opmerking                           |
| --- | ---------------- | --- | - | - | - | --- | --- | --- | --- | -- | ----------------------------------- |
| 1   | HC Herstal-Liège | 6   | 3 | 1 | 2 | 10  | 139 | 140 | -1  | +3 |                                     |
| 2   | OLSE Merksem     | 6   | 1 | 3 | 2 | 9   | 135 | 138 | -3  | +4 |                                     |
| 3   | HVKS             | 6   | 2 | 2 | 2 | 8   | 144 | 146 | -2  | +2 |                                     |
| 4   | HBC Izegem       | 6   | 2 | 2 | 2 | 7   | 142 | 136 | 6   | +1 | Degradeert naar de tweede nationale |

### Play-offs

#### Groep A
| Pos | Club              | Wed | W | G | V | Ptn | DV | DT | +/− | BP | Opmerking                       |
| --- | ----------------- | --- | - | - | - | --- | -- | -- | --- | -- | ------------------------------- |
| 1   | HC Eynatten       | 4   | 3 | 0 | 1 | 9   | 70 | 66 | 4   | +3 | Geplaatst voor de Best of Three |
| 2   | Sporting Neerpelt | 4   | 3 | 0 | 1 | 8   | 83 | 71 | 12  | +2 |                                 |
| 3   | HCE Tongeren      | 4   | 0 | 0 | 4 | 1   | 67 | 83 | -16 | +1 |                                 |

#### Groep B
| Pos | Club              | Ptn | Wed | W | G | V | DV | DT | +/− | BP | Opmerking                       |
| --- | ----------------- | --- | --- | - | - | - | -- | -- | --- | -- | ------------------------------- |
| 1   | Ajax Lebbeke      | 9   | 4   | 3 | 1 | 0 | 82 | 71 | 11  | +2 | Geplaatst voor de Best of Three |
| 2   | Initia HC Hasselt | 6   | 4   | 1 | 1 | 2 | 80 | 86 | -6  | +3 |                                 |
| 3   | Union Beynoise    | 3   | 4   | 1 | 0 | 3 | 76 | 81 | -5  | +1 |                                 |

### Rangschikking wedstrijd

#### 5e en 6e plaats
| HCE Tongeren | 18 - 22 | Union Beynoise |

#### 3e en 4e plaats
| Sporting Neerpelt | 28 - 22 | Initia HC Hasselt |

### Best of Three
| 7 mei 2000 | Ajax Lebbeke | 16 - 22 | HC Eynatten | Sporthal Lebbeke, Lebbeke |
| 7 mei 2000 | (6-8)        |         |             | Sporthal Lebbeke, Lebbeke |
| 7 mei 2000 |              |         |             | Sporthal Lebbeke, Lebbeke |

| 10 mei 2000 | HC Eynatten | 24 - 16 | Ajax Lebbeke | Sporthalle Eynatten, Eynatten |
| 10 mei 2000 | (10-8)      |         |              | Sporthalle Eynatten, Eynatten |
| 10 mei 2000 |             |         |              | Sporthalle Eynatten, Eynatten |

|             |
| HC EYNATTEN |
| 1ste titel  |

1957/58 · 1958/59 · 1959/60 · 1960/61 · 1961/62 · 1962/63 · 1963/64 · 1964/65 · 1965/66 · 1966/67 · 1967/68 · 1968/69 · 1969/70 · 1970/71 · 1971/72 · 1972/73 · 1973/74 · 1974/75 · 1975/76 · 1976/77 · 1977/78 · 1978/79 · 1979/80 · 1980/81 · 1981/82 · 1982/83 · 1983/84 · 1984/85 · 1985/86 · 1986/87 · 1987/88 · 1988/89 · 1989/90 · 1990/91 · 1991/92 · 1992/93 · 1993/94 · 1994/95 · 1995/96 · 1996/97 · 1997/98 · 1998/99 · 1999/00 · 2000/01 · 2001/02 · 2002/03 · 2003/04 · 2004/05 · 2005/06 · 2006/07 · 2007/08 · 2008/09 · 2009/10 · 2010/11 · 2011/12 · 2012/13 · 2013/14 · 2014/15 · 2015/16 · 2016/17 · 2017/18 · 2018/19 · 2019/20 · 2020/21 · 2021/22 · 2022/23 · 2023/24 · 2024/25 ·